# Estação de Headstone Lane
A Estação de Headstone Lane é uma estação do London Overground, localizada perto de Headstone no borough londrino de Harrow. A estação fica na Zona 5 do Travelcard.